# Konstantinos Livanos
Konstantinos Livanos (Grieks: Κωνσταντίνος Λιβανός) (Chania, 23 oktober 2000) is een Grieks baanwielrenner. 
Bij de junioren won Livanos in 2019 de 1km tijdrit en de sprint bij de Europese kampioenschappen en de keirin en sprint tijdens het wereldkampioenschap. Een jaar later behaalde hij met de Griekse ploeg een derde plaats op de teamsprint tijdens de Europese kampioenschappen in Plovdiv.

## Overwinningen
| Jaar     | GK                                       | EK                   | WK              | Overig   |
| Junioren | Junioren                                 | Junioren             | Junioren        | Junioren |
| -------- | ---------------------------------------- | -------------------- | --------------- | -------- |
| 2018     | keirin, sprint · teamsprint              |                      |                 |          |
| 2019     | keirin, sprint · teamsprint, 1km tijdrit | 1km tijdrit · sprint | keirin · sprint |          |
| Beloften |                                          |                      |                 |          |
| 2020     |                                          | sprint               |                 |          |
| Elite    |                                          |                      |                 |          |
| 2019     | 1km tijdrit, sprint                      |                      |                 |          |
| 2020     | keirin, sprint · 1km tijdrit             | teamsprint           |                 |          |